# Konflikt um Samoa
Der Konflikt um Samoa ereignete sich um 1889 zwischen den Großmächten Deutschland, Großbritannien und den Vereinigten Staaten. Samoa war ein wichtiger Stützpunkt auf dem Seeweg nach China und wurde von allen dreien beansprucht. Diese Kolonialmächte konnten sich auf der Berliner Samoa-Konferenz zeitweise auf ein Tri-Kondominium einigen.

## Vorgeschichte

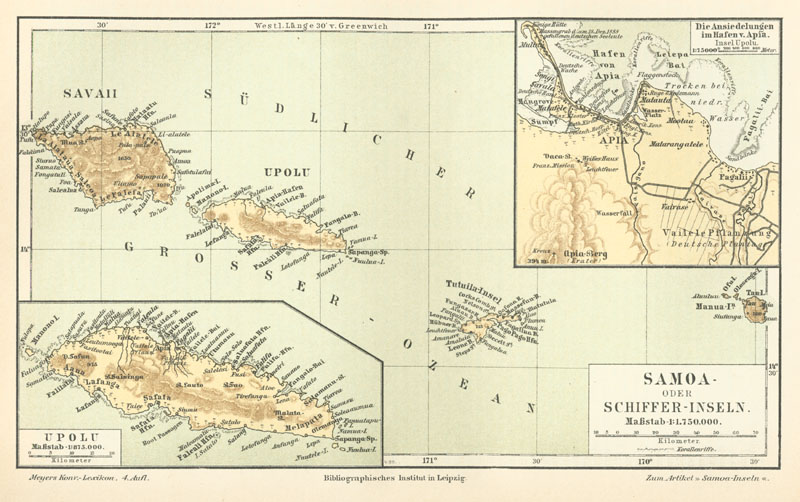
Karte der Samoa-Inseln mit dem Hauptort Apia, um 1890

Im Jahr 1830 gründeten die englischen Missionare John Williams (1796–1839) und Charles Barff (1791–1866) von der Londoner Missionsgesellschaft bei Sapapalii auf der Insel Savai’i zusammen mit tahitianischen Christen eine Missionsstation. Die Bekehrung des Oberhäuptlings Malietoa Vainupo auf der Insel Upolu erwies sich für die Missionsbestrebungen in der Folge als sehr förderlich.
Zwischen 1839 und 1861 wurden im Inselreich Samoa amerikanische, britische und deutsche Konsulate eröffnet. Im Handel mit Samoa lag zunächst das hamburgische Handelshaus und Reederei J.C. Godeffroy & Sohn des scherzhaft-anspielungsreich „Südseekönig“ genannten Johan Cesar Godeffroy (1813–1885) vorn. Allerdings versuchten die drei Großmächte (Three Powers), und zwar jede für sich, die größtmögliche Machtposition auf der Insel zu erlangen.
Die ersten deutschen Kokosplantagen gab es auf der süßwasserreichen und fruchtbaren Pazifik-Insel ab 1865. Für ihren Anbau importierten die Großmächte melanesische Arbeitskräfte. Die ersten chinesischen Kontraktarbeiter wurden erst nach der Gründung der deutschen Kolonie Samoa im Jahre 1902 angeworben.
1878/79 hatten die USA, Deutschland und Großbritannien Handelsverträge mit Samoa abgeschlossen und versuchten wenige Jahre später, ihrem bevorzugten Kandidaten Malietoa Talavou zur Königskrone zu verhelfen. Verschiedene Stammeshäuptlinge kämpften seit Jahrzehnten um die Herrschaft über den Archipel. Währenddessen erhielten die USA den Hafen Pago Pago auf Tutuila, einer Insel Ost-Samoas, und das Deutsche Reich den wichtigen Hafen von Apia auf Upolu in Westsamoa.
1884 besetzten deutsche Marinesoldaten die Stadt Apia und es kam zu einem Vertragsschluss zwischen Deutschland und dem Malietoa, der dem Deutschen Reich noch größeren Einfluss auf Samoa sichern sollte. Ein Jahr später entwickelte sich ein diplomatischer Konflikt mit Großbritannien, nachdem Deutsche um den Spezialkommissar für Samoa, Gustav Travers, mit Unterstützung des Kanonenbootes Albatross die deutsche Reichsflagge auf dem neutralen Munizipalgebiet vor Apia gehisst hatten.

## Samoa-Akte
Bereits am 26. Juli 1887 war eine Samoa-Konferenz zwischen dem Deutschen Reich, Großbritannien und den Vereinigten Staaten in Washington, D.C. ergebnislos verlaufen, da die anderen Mächte ein deutsches Mandat über Samoa nicht anerkennen wollten. 1889 kamen die Spannungen zwischen den inneren Mächtegruppierungen und ihren imperialen Schutzmächten im sog. „Samoa-Krieg“, mit ausgelöst vom deutschen Konsul Wilhelm Knappe, zur Entladung.
Nachdem ein Zyklon vom 13. bis zum 17. März 1889 vor Apia die in der Bucht vor Anker liegenden Kriegsschiffe Deutschlands und der USA vor den Samoa-Inseln zerstört hatte, wurden die langjährigen Machtkämpfe 1889 durch die Samoa-Akte in der Berliner Samoa-Konferenz zunächst beigelegt. Es entstand ein formal unabhängiges Königreich Samoa unter einer gemeinsamen Verwaltung der Three Powers. Die Berliner Konferenz war die erste, bei der nicht in der traditionellen Diplomatensprache Französisch gearbeitet wurde, sondern aufgrund eines Vorschlages von Otto von Bismarck Englisch als Verhandlungssprache vereinbart wurde.
Die Einsetzung von Malietoa als König erfolgte mit Unterstützung der Bismarck unter dem Kommando von Korvettenkapitän Karl August Deinhard.
1887–1889 (Samoanischer Bürgerkrieg) und 1893/94 (Zweiter Samoanischer Bürgerkrieg) kam es zu bürgerkriegsähnlichen Konflikten auf den Inseln.

## Aufteilung

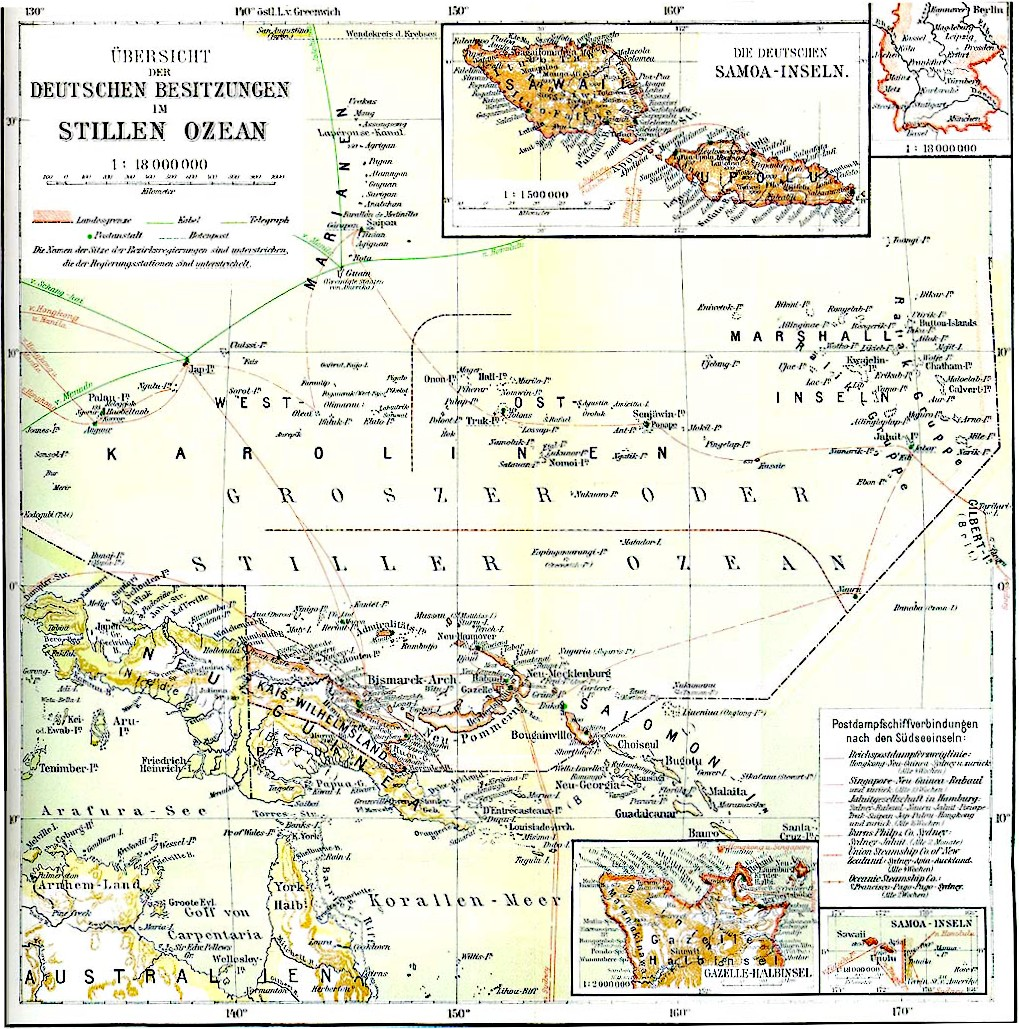
Historische Karte (1920): „Übersicht Der Deutschen Besitzungen im Stillen Ozean“

Mit dem Tod des Königs Malietoa Laupepa (des ersten und einzigen Königs von Samoa) im Jahre 1898 flammte der Konflikt um Samoa neu auf. Wieder gab es mehr als zwei Thronanwärter und es kam erneut zum Kampf und zur Konfrontation der drei „Schutzmächte“. Die anglo-amerikanischen Mächte unterstützten als Gegner der Deutschen gemeinsam den Sohn des kürzlich Verstorbenen. Die Deutschen holten dessen Rivalen aus dem Exil von den Marshallinseln und setzten ihn als „ihren“ König Mataafa in Samoa ein. Britische und amerikanische Schiffe beschossen im März 1899 die Hauptstadt Apia, da sich abzeichnete, dass Mataafa sich als Nachfolger durchsetzen würde.
1899 einigte man sich schließlich auf die Abschaffung der Monarchie und die Zweiteilung der Inselgruppe zwischen Deutschland und Amerika. Großbritannien verzichtete im Samoa-Vertrag auf alle Rechte auf Samoa, wurde aber durch andere pazifische Inseln wie Tonga und Teile der Salomonen entschädigt.
Im Jahr 1900 wurden die Inseln östlich des 171. Grad amerikanisch (heute noch: Amerikanisch-Samoa). Westsamoa (hauptsächlich die Inseln Savaiʻi und Upolu) wurde zur Kolonie Deutsch-Samoa (später Westsamoa).
Am 29. August 1914 besetzen britische, französische und neuseeländische Marinetruppen Deutsch-Samoa.
Nach dem Ersten Weltkrieg erhielt Neuseeland 1920 das ehemals deutsche Westsamoa als Völkerbundmandat.
Westsamoa wurde 1962 als eine der ersten Inselgruppen Ozeaniens souverän.
Die deutsche Kolonialzeit wird in Samoa teilweise glorifiziert. Dies liegt unter anderem an Ungeschicklichkeiten der nachfolgenden Neuseeländer in der Ausübung des Völkerbundmandates.